# 第18太陽週期

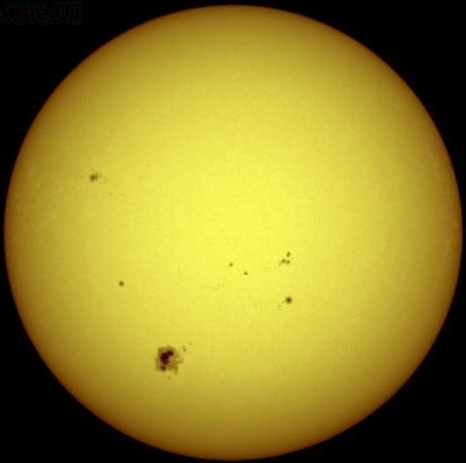
太陽和一些可見的黑子。

第18太陽週期是從1755年開始紀錄太陽黑子以來的第18太陽週期，這個週期開始於1944年2月，結束於1954年4月，持續了10.2年。最大平滑黑子數(超過12個月期間的黑子月平均數值)為151.8，最小的數值為3.4，在這個週期內總共約有446天沒有黑子。